# Preußens Gloria
Preußens Gloria (Armeemarsch II, 240) je proslulý pruský vojenský pochod. Pochod složil v roce 1871 Johann Gottfried Piefke (1815–1884).

## Historie
Píseň Preußens Gloria vznikla po vítězství Pruska a jeho spojenců nad Francií v prusko-francouzské válce, která vedla ke sjednocení Německa. Pochod byl poprvé uveden při slavnostní vojenské přehlídce vítězných jednotek ve Frankfurtu nad Odrou. Piefke pochod předváděl jen při zvláštních příležitostech, a tak pochod zůstal širší veřejnosti neznámý. Roku 1898 byl poprvé otištěn v tisku. Svou popularitu pochod získal roku 1909 díky přepracování Theodora Grawerta. Roku 1911 byla Preußens Gloria vydána ve sbírce pruských pochodů. Díky velkoadmirálovi Heinrichu von Preußen se píseň stala také známou v námořnictvu. Během obou světových válek patřila Preußens Gloria do standardního repertoáru německé vojenské hudby a často se hrávala na vojenských akcích, jako oslavy vítězství, přísahy nebo přehlídky.
Také dnes je Preußens Gloria jedním z nejpopulárnějších vojenských pochodů Bundeswehru. Je neodmyslitelně spojena s německým vojenstvím. Bývá často hrána na veřejných podnicích, především na státních návštěvách. Pochod je také často hrán vojenskými kapelami v Severním Irsku a v Chile.